# Јован Петровић Ковач
Јован Петровић (или Петронијевић) Ковач (Својново, 1772 — Земун, 11. јул/23. јул 1837) је био најчувенији ковач у Првом српском устанку.

## Биографија
Рођен је у другој половини 18. века, 1772. године, у селу Својнову, у Јагодинској нахији (данас општина Параћин). Са непуним 15 година прешао је у Срем да би изучио ковачки занат. Изучио га је, али у фрајкорима, у које се уписао да би војевао против окупатора своје земље.
Учествовао је у свим сукобима од 1788. до 1790. године, укључујући и знаменити напад на београдски Доњи Град, под командом Радича Петровића.
Касније се настанио у Земуну и усавршио занатско умеће. Петронијевић је 1798. године отворио ковачко-поткивачку радњу, али се бавио и лечењем стоке. Стога је убрајан у прве делатнике ветеринарства у Србији.
Јован Петронијевић је био добар, али обичан занатлија, „сикирашковачки мајстор“, како се онда говорило у Србији. Није му било дозвољено да се бави израдом финијих предмета. Међутим, када је неком Бечлији поправио кочију, овај му је из Беча послао мајсторску диплому и акт којим је стекао „право на све фине ковачке послове“. Колико је Петронијевић био добар мајстор, сведочи податак о томе да је приликом првог доласка пароброда у Земун, квар на лађи умео је да поправи само овај самоуки стручњак.
По избијању Првог српског устанка, Јован је прешао у Србију и ставио се на располагање устаницима. Оправљао је оружје, окивао трешњеве топове и лио нове, металне. Био је изузетно успешан и прочуо се надалеко.
Нико га није другачије звао до Јован Ковач. У једном боју, топови су почели да попуштају. Вожд одмах пошаље по Ковача да их притегне. Јован Петронијевић је мајсторисао око топова ризикујући живот, Карађорђе га је грдио „што се игра главом а зна да ће устаницима још требати“.
Крах Србије 1813. године одвео је Ковача преко Саве у Земун, у своју стару радионицу. За време кнеза Милоша, одржавао је везе са Србијом, често прелазио реку ради послова, нарочито по Београду.
Правио је и крстове и звона за цркве, али и друге деликатније ковачке производе.
У Белу недељу, 1830. године, први пут после много времена, над Београдом је одзвонио звон са Саборне цркве. Звона је излио и наместио Јован Петронијевић. Када су му рекли да би на тај звук Турци са тврђаве могли да пуцају, јер је православцима забрањено коришћење звона још од Султана Сулејмана Величанственог, 1521. године, Јован је одговорио: „Моје је да дижем а паша нека пуца ако му се пуца!“
Вешти мајстор исте године направио је званични српски грб и поклонио га кнезу аутономне кнежевине Србије. Одбио је награду одговарајући да „Роду и Отечеству чини услуге, а да је за њега највећа награда што му је Свевишњи то счасније доживети допустио“.
Кнез Милош Обреновић, наложио је Јовану Петронијевићу да са Димитријем Давидовићем попише и прегледа споменике културе. Овај је то оберучке прихватио, јер био велики љубитељ књиге, „народнога просвештенија“, редовни пренумерант српских књига, власник велике кућне библиотеке и добротвор Славеносербске библиотеке земунске, основане 1825. године.
Био је у контакту са многим јавним радницима Србије и Србима у Аустрији: Вуком Караџићем, митрополитом Стратимировићем, књижаром Возаровићем и другима.
До краја живота Петронијевић остао је у Земуну, повремено је послом прелазио Саву.
Преминуо је 11. јула 1837. године у својој кући у Земуну.
У родном Својнову, сељани су касније подигли споменик Јовану Петронијевићу Ковачу.